# Campionato Internazionale 1928-1929
La stagione 1928-1929 è stato il diciannovesimo Campionato Internazionale, e ha visto campione l'Hockey Club Davos.

## Gruppi

### Serie Est
|  | Davos | 5 – 0 (Forfait) referto | St. Moritz |  |

L'EHC St. Moritz decide di non partecipare.

### Serie Ovest
| St. Catherine 23 dicembre 1928 | Star Lausanne | 0 – 8 referto | Rosey-Gstaad |  |

## Finale
| Gstaad 5 febbraio 1929 | Davos | 0 – 9 referto | Star Lausanne |  |

L'HC Rosey-Gstaad in qualità di vincitore della Svizzera occidentale, rinunciò alla finale a causa delle controversie sulla finale del Campionato Nazionale. Per cui i Star Lausanne HC hanno disputato la finale.

## Verdetti
| Campionato Nazionale 1928-1929 | Campionato Nazionale 1928-1929 |
| ------------------------------ | ------------------------------ |
| Campionato Internazionale      | Davos                          |

### Roster della squadra vincitrice
| Vincitori del Campionato Internazionale HC Davos | Portieri: Difensori: Attaccanti: Allenatore: Bobby Bell |